# Solund
Gmina Solund (norw. Solund kommune) – norweska gmina leżąca w regionie Sogn og Fjordane. Jej siedzibą jest miasto Hardbakke.
Solund jest 316. norweską gminą pod względem powierzchni.

## Demografia
Według danych z roku 2005 gminę zamieszkuje 875 osób. Gęstość zaludnienia wynosi 3,84 os./km². Pod względem zaludnienia Solund zajmuje 418. miejsce wśród norweskich gmin.
| ludność stan na 1 stycznia 2005 |         |           |       |
|                                 | kobiety | mężczyźni | razem |
| osób                            | 470     | 405       | 875   |
| %                               | 53,71%  | 46,29%    | 100%  |

| wykształcenie stan na 1 października 2004 |        |         |        |        |
|                                           | podst. | średnie | wyższe | niezn. |
| osób                                      | 198    | 428     | 91     | 11     |
| %                                         | 27,2%  | 58,79%  | 12,5%  | 1,51%  |

## Edukacja
Według danych z 1 października 2004:
- liczba szkół podstawowych (norw. grunnskolar): 2
- liczba uczniów szkół podst.: 113

## Władze gminy
Według danych na rok 2011 administratorem gminy (norw. rådmann) jest Erik Askeland, natomiast burmistrzem (norw. ordfører, d. borgermester) jest Gunn Åmdal Mongstad.